# 汉斯·岑德
约翰内斯·沃尔夫冈·岑德（德語：Johannes Wolfgang Zender，1936年11月22日—2019年10月22日），简称汉斯·岑德（Hans Zender），又译作汉斯·岑德尔、汉斯·赞德、汉斯·桑德尔，德国指挥家和作曲家。他是多家歌剧院的首席指挥，他的作品，其中许多是声乐作品，在国际音乐节上演出。
作为指挥家，他曾在弗赖堡剧院、波恩剧院、基尔歌剧院和汉堡国家歌剧院工作，并带领萨尔布吕肯广播交响乐团。他在法兰克福音乐学院任教。他的歌剧 Stephen Climax 于1986年在法蘭克福歌劇院首演，他的第三部歌剧《约瑟夫酋长》（Chief Joseph）于2005年在菩提树下国立歌剧院首演。

## 职业生涯
岑德出生于威斯巴登，13岁时参加了五月音乐节，聆听了由卡尔·舒李希特、卡尔·伯姆和君特·旺德等人指挥的音乐会。他参加了钢琴课并学会了弹奏管风琴。从1949年起，他每年都去达姆施塔特夏校学习，在那里他了解到卡尔海因茨·施托克豪森、奥利维埃·梅西安和约翰·凯奇的新音乐趋势。1956年至1959年，他在法兰克福音乐学院和弗赖堡音乐学院学习钢琴、指挥和作曲（后者与沃尔夫冈·福特纳）。他被埃迪特·皮希特-阿克森费尔德训练成一名音乐会钢琴家。
1959年至1963年，岑德担任弗赖堡剧院的指挥（德語：Kapellmeister），然后在1964年至1968年担任伯恩剧院的首席指挥。1964年至1965年，他在斯托克豪森的艺术指导下，参加了莱茵音乐学院的第二届科隆新音乐课程。1968年，他被召至基尔，在那里他是基尔歌剧院的音乐总监（德語：Generalmusikdirektor, GMD），直到1972年。1971年起，他还担任萨尔布吕肯广播交响乐团的首席指挥。1984年，岑德成为漢堡國立歌劇院的负责人和乐团的 GMD。1987年至1990年，他担任位于希爾弗瑟姆的荷兰广播电台室内乐团的首席指挥。1999年至2011年，他是西南广播电台巴登-巴登与弗莱堡交响乐团（现在是西南广播电台交响乐团的一部分）的常任客座指挥和艺术委员会成员。
岑德的歌剧 Stephen Climax 的剧本由他自己根据詹姆斯·乔伊斯和雨果·鲍尔而作，于1986年6月15日在法蘭克福歌劇院首演，由阿尔弗雷德·基希纳执导，由彼得·希尔施指挥。他的第三部歌剧《约瑟夫酋长》，基于山雷的生活，于2005年6月在菩提树下国立歌剧院首演，由彼得·穆斯巴赫执导，约翰内斯·卡利茨克指挥。
从1988年到2000年，岑德在法兰克福音乐与表演艺术学院教授作曲。他的学生中有伊莎贝尔·蒙德里。在瓦尔特·芬克的邀请下，他在2011年成为莱茵高音乐节年度作曲家肖像（德語：Komponistenporträt）中的第21位作曲家。室内音乐会的音乐包括为弦乐四重奏和 sprechstimme 而作的 denn wiederkommen (Hölderlin lesen III)（1991年）和为女声、弦乐四重奏和磁带而作的 Mnemosyne (Hölderlin lesen IV)（2000年），由萨洛梅·卡默和雅典娜四重奏演出。由埃米利奥·波马里科指挥的西南广播电台合唱团和西南广播电台交响乐团举办了一场交响音乐会，其中包括 Schubert-Chöre，这是岑德对四部舒伯特合唱作品的改编作品，用管弦乐而不是原来的钢琴伴奏。这部作品写于1980年代。
岑德于2019年10月22日在德国梅尔斯堡去世。

## 作品
岑德的许多作品都由布赖特科普夫与黑特尔出版。已出版的作品由德国国家图书馆保存，包括：
- Canto I–VI 为不同的力
  - I：为合唱、长笛、钢琴、弦乐和打击乐（1965）
  - II：为女高音、合唱、管弦乐团，基于艾兹拉·庞德的文本（1967）
  - III：为女高音、男高音、男中音、十件乐器和现场电子设备，基于塞万提斯的文本（1968）
  - IV：为十六人声和十六件乐器（1969/72）
  - V：为人声，打击乐可选（1972/74）
  - VI：为男低音、阿卡贝拉混合合唱团，磁带可选（1988）
- 3 Rondels nach Mallarmé (3 Rondels after Mallarmé) 为女低音、长笛和中提琴而作（1966）；文本来自斯特凡·马拉美
- Modelle 为可变力（1971–73）
- Zeitströme 为管弦乐团（1974）
- Elemente，磁带蒙太奇，为两组扬声器（1976）
- Hölderlin lesen I 为弦乐四重奏和 sprechstimme（1979）；文本来自弗里德里希·荷爾德林
- Hölderlin lesen II 为 sprechstimme、中提琴和现场电子设备（1987）；文本来自弗里德里希·荷尔德林
- "denn wiederkommen" (Hölderlin lesen III) 为弦乐四重奏和 sprechstimme（1991）
- Mnemosyne (Hölderlin lesen IV) 为女性人声、弦乐四重奏和磁带（2000）
- Fünf Haiku (LO-SHU IV) 为长笛和弦乐（1982）
- Dialog mit Haydn 为两架钢琴和三组管弦乐队（1982）
- Stephen Climax（英语），歌剧（1979–84，首演于1986年）
- Don Quijote de la Mancha，歌剧（1989–91，首演于1993年；新版本1994，首演于1999年）
- Schuberts "Winterreise" — Eine komponierte Interpretation 为男高音和小型管弦乐团（1993）
- Shir Hashirim—Lied der Lieder (Canto VIII)，清唱剧，为独唱、合唱、管弦乐团和现场电子设备（1992/96，完整首演于1998年）
- Schumann-Fantasie 为大型管弦乐团（1997）
- Chief Joseph，基于山雷的生活，三幕音乐剧场（首演于2005年）

## 写作
- Zender, Hans. 2004. Die Sinne denken. Texte zur Musik 1975-2003. Edited by Jörn Peter Hiekel（英语）. Wiesbaden: Breitkopf & Härtel. ISBN 3-7651-0364-0  (a nearly complete edition of Zender's writings)
- ———.1999. "A Road Map for Orpheus?" In Theory into Practice: Composition, Performance, and the Listening Experience.  Collected writings of the Orpheus Institute 2. Edited by Peter Dejans. Leuven: Katholieke Universiteit Leuven. ISBN 90-6186-994-3
- ———. 1991. Happy New Ears. Das Abenteuer, Musik zu hören. Freiburg im Breisgau: Herder. ISBN 3-451-04049-2
- ———. 1998. Wir steigen niemals in denselben Fluß. Wie Musikhören sich wandelt. Second edition. Freiburg im Breisgau: Herder. ISBN 3-451-04511-7

## 奖项
岑德获得的奖项包括：
- 1963/64年：马西莫别墅（英语：Villa Massimo）奖学金[4]
- 1968/69年：马西莫别墅第二次奖学金[4]
- 1980年：萨尔兰艺术奖（德语：Kunstpreis des Saarlandes）[3]
- 1997: 法兰克福音乐奖（英语：Frankfurter Musikpreis）[3][13]
- 1997: 法兰克福的歌德奖[4]
- 2002: 黑森文化奖（英语：Hessian Cultural Prize）[4]
- 2011: 欧洲基督教音乐奖（英语：Preis der Europäischen Kirchenmusik）[14]

## 进一步阅读
- Gruhn, Wilfried. 1994. "Auf der Suche nach der verlorenen Wärme? Zu Hans Zenders komponierter Interpretation von Schuberts Winterreise." Musica 48:148–54.
- ———. 1992. "Hans Zender." In Komponisten der Gegenwart（英语）, Loseblattlexikon, edited by Hanns-Werner Heister（英语） und Walter-Wolfgang Sparrer, 12. Munich: Text+Kritik. Updated edition July 1997.
- ———. 1985. "Musik über Musik. Vermittlungsaspekte des Streichquartetts Hölderlin lesen von Hans Zender." Musik und Bildung 17:598–605
- Hasegawa, Robert. 2011. "Gegenstrebende Harmonik in the Music of Hans Zender". Perspectives of New Music 49, no. 1 (Winter): 207–34.
- Wacker, Volker. 1998. "Hans Zenders Oper Stephen Climax. Betrachtungen und Aspekte." In Musiktheater im 20. Jahrhundert = Hamburger Jahrbuch für Musikwissenschaft 10, edited by Constantin Floros, Hans Joachim Marx（英语）, and Peter Petersen, 239–58. Laaber: Laaber.